# 옛우물에서의 은어낚시
《옛우물에서의 은어낚시》는 작가정신에서  2003년에 발간한 1990년대 한국단편소설선이다.
이 책의 편집자인 이남호 고려대학교 교수는 1989년 민음사에서 7~80년대 단편소설 30편을 뽑아 수록한 《오늘의 한국소설》을 펴낸 바 있다. 〈편자의 말〉에서 이남호는 이 책이 《오늘의 한국소설》의 후속편 격이라고 밝히고 있다.

## 작품 특성
이 책에는 1989년부터 2001년 사이에 발표된 단편소설 22편이 실려 있다. 1부 11편은 문학적 성취도를 기준으로, 2부 11편은 시대적 성격을 강하게 반영하는 것을 가려 뽑았다.
책의 제목인 ‘옛우물에서의 은어낚시’는 수록된 작품 중 오정희의〈옛우물〉과 윤대녕의 〈은어낚시통신〉을 조합한 것이다.

## 수록 작품
총 22개의 작품이 수록되어 있다.

### 1부
- 오정희,〈옛우물〉(문예중앙 1994년 여름호)
- 조성기,〈통도사 가는 길〉(세계의문학 1990년 여름호)
- 이윤기,〈숨은그림찾기1 - 직선과 곡선〉(세계의문학 1997년 여름호)
- 양귀자,〈숨은꽃〉(문학사상 1992년 6월호)
- 최성각,〈약사여래는 오지 않는다〉(작가세계 1989년 가을호)
- 구효서,〈깡통따개가 없는 마을〉(작가세계 1993년 가을호)
- 공지영,〈광기의 역사〉(한국문학 1994년 9,10월 합병호)
- 이순원,〈말을 찾아서〉(상상 1996년 봄호)
- 심상대,〈양풍전〉(《묵호를 아는가》, 1990년)
- 이청해,〈빗소리〉(세계의문학 1991년 겨울호)
- 성석제,〈고수〉(《아빠 아빠 오, 불쌍한 우리 아빠》, 1997년)

### 2부
- 신경숙,〈배드민턴 치는 여자〉(한국문학 1992년 3,4월 합병호)
- 윤대녕,〈은어낚시통신〉(한국문학, 1994년 1,2월 합병호)
- 박성원,〈댈러웨이의 창〉(문학동네 2000년 가을호)
- 은희경,〈아내의 상자〉(현대문학 1997년 4월호)
- 전경린,〈염소를 모는 여자〉(문학과사회 1995년 겨울호)
- 김영하,〈호출〉(문학동네 1996년 여름호)
- 조경란,〈나의 자줏빛 소파〉(현대문학 1999년 3월호)
- 하성란,〈곰팡이꽃〉(문학동네 1998년 여름호)
- 김현영,〈냉장고〉(현대문학 1997년 5월호)
- 이만교,〈그녀, 번지점프 하러 가다〉(현대문학 2000년 11월호)
- 윤성희,〈계단〉(현대문학 2001년 5월호)

## 출판
- 초판 : 2003년 3월 5일, 작가정신